# 萨维尼亚克德米尔蒙
萨维尼亚克-德米尔蒙（法語：Savignac-de-Miremont，法語發音：[saviɲak də miʁmɔ̃]）是法国多尔多涅省的一个市镇，属于萨拉拉卡内达区。

## 地理
萨维尼亚克-德米尔蒙（44°58'20"N, 0°56'41"E）面积7.62 平方千米，位于法国新阿基坦大区多爾多涅省，该省份为法国西南部内陆省份，是法國本土面积第三大的省，大致对应佩里戈尔地区，北起顺时针与夏朗德省、上维埃纳省、科雷兹省、洛特省、洛特-加龙省、吉倫特省和滨海夏朗德省接壤。
与萨维尼亚克-德米尔蒙接壤的市镇（或旧市镇、城区）包括：弗勒拉克、勒比格、莱塞济、茹尼亚克、莫藏和米雷蒙。
萨维尼亚克-德米尔蒙的时区为UTC+01:00、UTC+02:00（夏令时）。

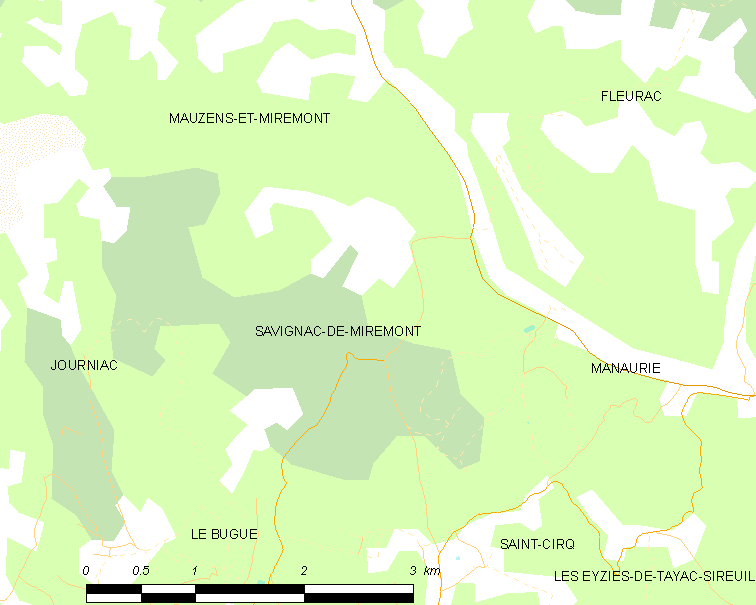
萨维尼亚克-德米尔蒙的OSM定位图

## 行政
萨维尼亚克-德米尔蒙的邮政编码为24260，INSEE市镇编码为24524。

## 政治
萨维尼亚克-德米尔蒙所属的省级选区为人谷县。

## 人口

1962-2008年间萨维尼亚克-德米尔蒙人口变化图示

萨维尼亚克-德米尔蒙于2022年1月1日时的人口数量为174人。